# Захаров, Николай Фёдорович (тренер)
Николай Фёдорович Захаров (5 июня 1948 года, село Уват Тюменской области, РСФСР — 29 января 2024 года, Болгария) — советский, белорусский и болгарский тренер по биатлону. Работал в сборных Беларуси и Болгарии по биатлону. Мастер спорта СССР (1970), заслуженный тренер БССР (1985).

## Биография
Родился 5 июня 1948 года в селе Уват Тюменской области.
Как тренер биатлонистов начинал работать в Тюменской области, в команде областного совета «Динамо» у него занимались Владимир Введенский и Тагир Хасанов, чемпионы Спартакиады народов РСФСР, а также ставший впоследствии знаменитым тренером Леонид Гурьев. Затем Захаров тренировал спортсменов Свердловска, а в 1978 году переехал в Минск.
В 1990‑е — 2000‑е годы работал в сборной Беларуси и возглавлял её. По предложению Захарова в 2004 году Дарья Домрачева сменила спортивное гражданство (от неё отказались российские тренеры, по её версии она переехала в Белоруссию по семейным обстоятельствам) и перешла в белорусскую команду. Выступая за Беларусь, Домрачева стала четырёхкратной олимпийской чемпионкой. Среди воспитанников Захарова — члены молодежной и национальной сборных Беларуси Рустам Валиуллин, Александр Сыман, Екатерина Иванова, Ольга Назарова и другие.
Захаров возглавлял женскую сборную Болгарии по биатлону в конце 1990-х годов и с 2010 по 2020, Тренировал болгарскую биатлонистку Екатерину Дафовску, главу Федерации биатлона Болгарии (2010—2022), победительницу в индивидуальной гонке на Олимпиаде 1998 года в Нагано. В сезоне 2019—2020 годов по договорённости с Екатериной Дафовской работал с юношеской командой Болгарии.
Тренировочный процесс организовывал в сотрудничестве с целой командой специалистов: врач, массажист, тренер личный, тренер по смазке, оружейник, тренер по стрельбе, психолог и т. д. Получал приглашения работать с командами Германии и Китая, но отказался, поскольку считал себя уже реализовавшимся на Западе как тренер. За особые заслуги в развитии физической культуры и спорта награжден нагрудным знаком министерства спорта и туризма Беларуси.
Последние несколько лет жизни Захаров провёл в Болгарии, регулярно приезжая в Беларусь. Был женат, жена Люда — музыкант, работала в Минске преподавателем фортепиано в музыкальной школе. Сын Евгений — спортсмен, занимался биатлоном, горными лыжами, сноубордом, окончил физкультурную академию в Болгарии и работал там с национальной и молодежной командами по биатлону.
Умер 29 января 2024 года, причиной могли стать осложнения после недавно перенесённого инсульта. Прощание прошло 1 февраля 2024 года в церкви «Святого Феодора Стратилата» в городе Смоляне.